# Göstadberg
Göstadberg är en bebyggelse i Vånga socken i västra delen av Norrköpings kommun i Östergötlands län. Göstadberg ligger cirka 4 km väster om tätorten Skärblacka. SCB avgränsade mellan 2010 och 2020 bebyggelsen som en småort.